# 秋元三左衛門 (9代)
9代 秋元 三左衛門（あきもと さんざえもん、1858年7月7日（安政5年5月27日）- 1910年（明治43年）1月16日）は、明治期の醸造家、実業家、政治家。衆議院議員。通称・三左衛門桃渓。

## 経歴
下総国葛飾郡流山村（千葉県東葛飾郡流山町流山、江戸川町、流山町を経て現流山市流山）で、味醂（みりん）醸造業・8代秋元三左衛門の息子として生まれる。伊藤長有などから和漢学を学び、小学校普通小学科を卒業。1875年（明治8年）7月に上京し、亀田保、島田重礼などに漢学を学んで、1880年（明治13年）3月に帰郷した。家業の「天晴味醂」（あっぱれみりん）として知られた味醂醸造業を継承した。その他、八十四銀行頭取、宝酒造監査役などを務めた。
政界では流山村連合戸長を務めた。1887年（明治20年）7月、千葉県会議員補欠選挙で当選し1892年（明治25年）まで在任した。その他、所得税調査委員、流山村会議員、連合会議員、郡徴兵参事員なども務めた。
1892年（明治25年）2月、第2回衆議院議員総選挙（千葉県第2区、立憲改進党）では落選したが、1893年（明治26年）4月の補欠選挙で当選し、衆議院議員に1期在任した。
衆議院議員引退後は、1897年（明治30年）流山消防組頭、同年5月、東葛飾郡会議員（1899年2月まで在任）に就任。治水対策の推進に尽力した。

## 国政選挙歴
- 第1回衆議院議員総選挙（千葉県第2区、1890年7月、立憲改進党）落選[6]
- 第2回衆議院議員総選挙（千葉県第2区、1892年2月、立憲改進党）落選[6]
- 第2回衆議院議員総選挙補欠選挙（千葉県第2区、1893年4月）当選[2][7]
- 第3回衆議院議員総選挙（千葉県第2区、1894年3月、立憲改進党）次点落選[6]
- 第4回衆議院議員総選挙（千葉県第2区、1894年9月、立憲改進党）次点落選[8]

## 親族
- 長男 10代秋元三左衛門（秋元良尚）- 実業家・町会議員・青年団長[5]